# جان كيلبورن
جان كيلبورن (بالإنجليزية: Jean Kilbourne)‏ هي كاتِبة أمريكية، ولدت في 4 يناير 1943.

## وصلات خارجية
- جان كيلبورن على موقع IMDb (الإنجليزية)
- جان كيلبورن على موقع قاعدة بيانات الفيلم (الإنجليزية)